# 에를렌역
에를렌역(독일어: Bahnhof Erlen)은 스위스 투르가우주에 있는 에를렌 지자체에 있는 기차역이다. 빈터투어-로만스호른선의 중간 정류장이며, 지역 열차만 운행된다.

## 운행편
다음 서비스가 에를렌에서 정차한다.
- 장크트갈렌 S-반 S10 : 빌에서 로만스호른까지 30분 간격 운행.